# Marcin Fox
Marcin Fox (ur. ok. 1534 w Krakowie, zm. 3 sierpnia 1588 tamże) – doktor medycyny, lekarz, rektor Akademii Krakowskiej.

## Życiorys
Był synem  krakowskiego złotnika Józefa Foxa, rodzina wywodziła się ze Szkocji. W 1554 zapisał się na studia w Akademii Krakowskiej. W 1562 został magistrem nauk wyzwolonych. W 1564 wyjechał na studia lekarskie na Uniwersytet w Bolonii. Na mocy uchwały Akademii Krakowskiej z 16 grudnia 1566 za zbyt długi pobyt zagranicą stracił prawo nauczania. W czasie pobytu w Bolonii poznał Ulissesa Aldrovandiego, z którym później utrzymywał współpracę i korespondencję, która trwała prawie 10 lat. W 1569 prowadził wraz z Mikołajem Firlejem wykopaliska zwierząt prehistorycznych w Kazimierzu nad Wisłą. Po powrocie do Krakowa pełnił funkcję nadwornego lekarza rodziny Firlejów. 8 lipca 1573 w obecności Jana Firleja nostryfikował dyplom lekarski na Akademii Krakowskiej, a 16 listopada zatrudniony został jako wykładowca katedry medycyny. W 1583 wszedł w skład delegacji profesorów Akademii do króla Stefana Batorego, która upominała się o zaległe czynsze należne Akademii z żup solnych. W 1585 dwukrotnie został wybrany rektorem Akademii, a na trzy miesiące przed śmiercią w maju 1588 został mianowany lekarzem królewskim.